# Brida (tuberías)

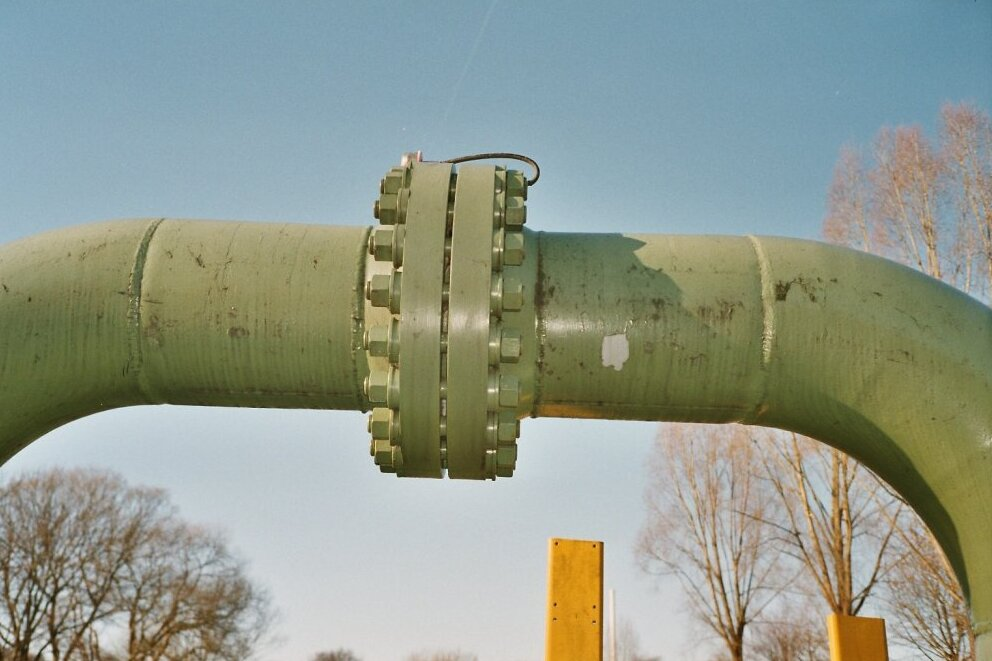
Unión bridada

Una brida es un elemento que une dos componentes de un sistema de tuberías, permitiendo ser desmontado sin operaciones destructivas, gracias a una circunferencia de agujeros a través de los cuales se montan pernos de unión.
Las bridas son aquellos elementos de la línea de tuberías, destinados a permitir la unión de las partes que conforman esta instalación, ya sean tubería, válvulas, bombas u otro equipo que forme parte de estas instalaciones.
La brida es un elemento que puede proveerse como una parte separada o venir unida desde fábrica a un elemento para su instalación, ya sea una válvula o un tubo, etc. Existe una diversidad de diseños, dimensiones, materiales y normas de fabricación.
La brida tiene un proceso de fabricación y producción muy distinto de una tubería. Luego de ser fabricadas, las bridas deben unirse a las tuberías para permitir unir tramos de tuberías entre sí o unir tramos de tuberías a otras instalaciones.
Existen diversos tipos de uniones entre las bridas y las tuberías. Estás pueden ser soldadas, roscadas o no tener unión mecánica alguna entre la brida y la tubería como el caso de las bridas lap joint.

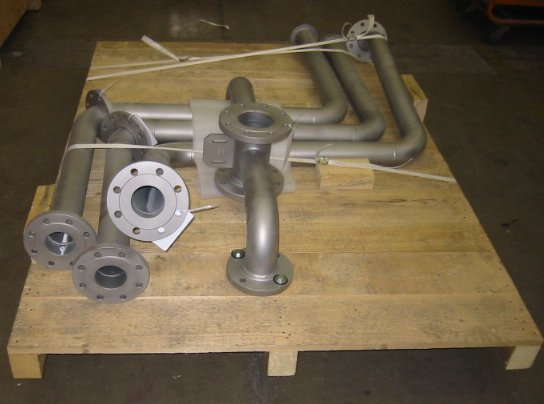
Bridas en tuberías de acero inoxidable (en primer plano)

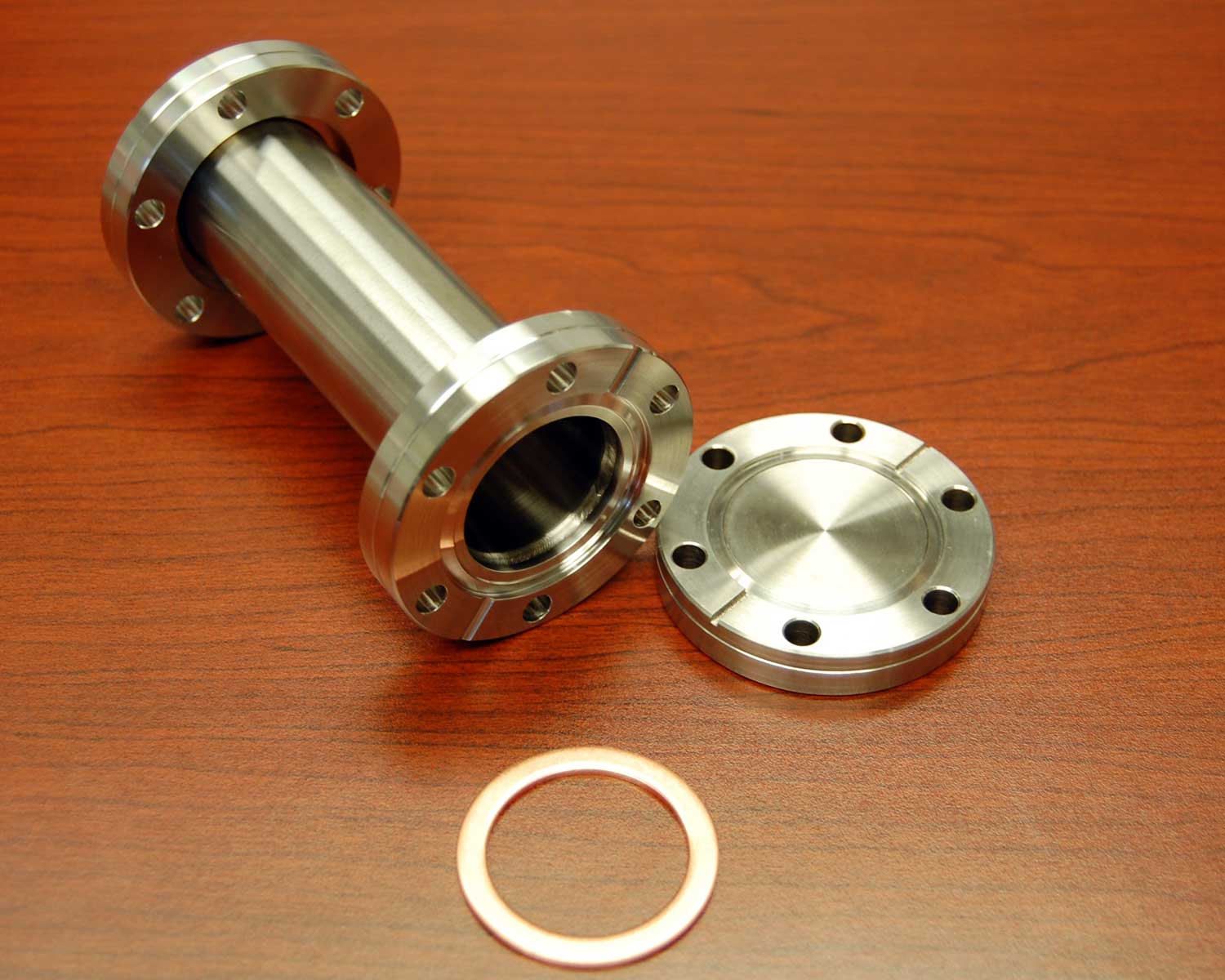
Tubería con brida, brida ciega y con anillo centrador

## Partes de una brida
- Ala
- Cuello
- Diámetro de pernos
- Cara

## Tipos de bridas
Los diseños de las bridas habituales son:
- Bridas con cuello para soldar (WN - Welding Neck)[1]
- Bridas deslizantes (SO - Slip-On)[2]
- Bridas roscadas (TH - Threaded)[3]
- Bridas para junta con solapa (LJ - Lap Joint)[4]
- Bridas con asiento para soldar (SW - Socket Welding)[5]
- Bridas ciegas (BL - Blind)[6]

- Bridas de aislamiento eléctrico[7]
- Bridas en ocho[8]
- Bridas Sanitarias

### Bridas con cuello para soldar (WN -Welding Neck)
Las bridas con cuello para soldar también son conocidas usualmente por su nombre en inglés Welding Neck Flange. Las mismas se caracterizan por tener un largo cuello cónico, cuyo extremo tiene el mismo que el diámetro de la cañería en la cual se va a montar la brida.
El extremo de la brida se suelda a tope con la tubería, de la misma manera que se sueldan dos extremos de tuberías. Esta característica proporciona un conducto de área prácticamente constante, sin posibilidades de producir turbulencias en los fluidos que circulan.
El cuello largo, y la suave transición del espesor del mismo, otorgan a este tipo de bridas características de fortalezas que la hacen apta para ser usada en sectores de tuberías sometidos a esfuerzos de flexión, producto de las expansiones y contracciones de las líneas.
Las bridas con cuello para soldar o Welding Neck (WN) son recomendadas para servicios severos, sea por alta temperatura, altas presiones, por ser líquidos inflamables, corrosivos o tóxicos, o en aquellos servicios donde las fugas de cualquier tipo deben mantenerse al mínimo. Además la soldadura a tope entre la brida WN y la cañería, también llamada en inglés buttweld, permite ser inspeccionada por métodos radiográficos o ultrasónicos. Estos ensayos de inspección de soldaduras solo pueden realizados en este tipo de bridas y no en las otras, lo que da a las bridas WN mayor confiabilidad y seguridad en su uso. Por último la soldadura a tope entre la brida y la tubería tiene una buena resistencia a la fatiga y no induce puntos locales de estrés.
Aplicaciones típicas: Líneas de agua, vapor, petróleo, gas natural, hidrocarburos refinados, condensados, redes de incendio, aire comprimido, etc. Es el tipo de brida utilizado por excelencia en la industria de la refinación de petróleo.
Desventajas: Las desventajas de las bridas WN frente a otro tipo de bridas son básicamente tres: Requieren mayor espacio longitud, requieren mayor horas hombre para su montaje y son más caras.
Primero debido a su cuello soldable de reducción gradual, las bridas ocupan más espacio longitudinal en la tubería que se van a montar frente a otro tipo de bridas. En algunos casos el espacio disponible es tan reducido que no se puede montar una brida WN.
Segundo, debido a la soldadura a tope entre la tubería y el cuello soldable de la brida, también llamada buttweld, es necesario biselar el extremo del tubo. Esto aumenta las horas hombre necesarias a trabajar, y obliga a usar herramientas abrasivas sobre la tubería, las cuales generan chispas. Esto puede limitar el uso de la brida WN en los casos que la cañería este montada en una unidad de proceso la cual está en servicio, o que la tubería este contaminada en su interior con productos inflamables. A su vez para biselar la tubería es necesario que la misma tenga un espesor aceptable.
Tercero, las bridas WN tienen más peso que otro tipo de bridas e insumen más material en su fabricación lo cual encarece el costo de las mismas.
Datos mínimos para definir una brida WN son:
Material utilizado según normas ASTM incluyendo el tratamiento térmico; p. ej.: A105N
Norma ASME utilizada en la construcción de la brida; p. ej.: B16
Tipo de cara; p. ej. RF (Raised Face)
Diámetro nominal de la brida en DN(mm) o NPS(in); p. ej.: 150 o 6"
Serie que indica el rango de presión y temperatura puede trabajar; p. ej.: Serie 300
Schedule o espesor nominal del tubo al que se va soldar la brida; p. ej.: Schedule 80

### Bridas con asiento para soldar (SW -Socket Welding)
Las bridas con asiento para soldar también son conocidas usualmente por su nombre en inglés Socket Welding Flange. Las mismas no tienen un cuello cónico como las WN sino que el caño ingresa dentro de la brida hasta que apoya sobre un asiento, que posee el mismo diámetro interior que la cañería, formándose un conducto suave y sin cavidades.
La unión entre la cañería y la brida SW se logra mediante una soldadura a filete entre el extremo del caño y parte exterior de la brida. Esta soldadura, al ser del tipo filete no puede ser inspeccionada por radiografía pero si mediante el ensayo de Partículas Magnéticas y mediante el ensayo de Tintas Penetrantes.Las bridas SW requieren poco espacio longitudinal en la línea para ser montadas, y debido a que la soldadura es de filete no requiere realizar una preparación del caño lo que reduce los tiempos de montaje. Son más económicas que las bridas tipo WN.
Aplicaciones típicas: Son utilizadas en un rango amplio de fluidos desde líneas de agua, condensado, vapor, petróleo, gas, redes de incendio y aire comprimido y un amplio rango de presiones. Solo se pueden utilizar en diámetros reducidos, menor o igual a 2" NPS(50).
Desventajas: Las desventajas de las bridas SW radican en que solo se pueden usar en diámetros reducidos y que la unión entre el caño y la brida no es la óptima debido a que es una soldadura de tipo filete sobre el exterior de la cañería.
Datos mínimos para definir una brida SW son:
Material utilizado según normas ASTM incluyendo el tratamiento térmico; p. ej.: A105N
Norma ASME utilizada en la construcción de la brida; p. ej.: B16
Tipo de cara ej RF (Raised Face)
Diámetro nominal de la brida en DN(mm) o NPS(in); p. ej.: 150 o 6"
Serie que indica el rango de presión y temperatura puede trabajar ej: Serie 300

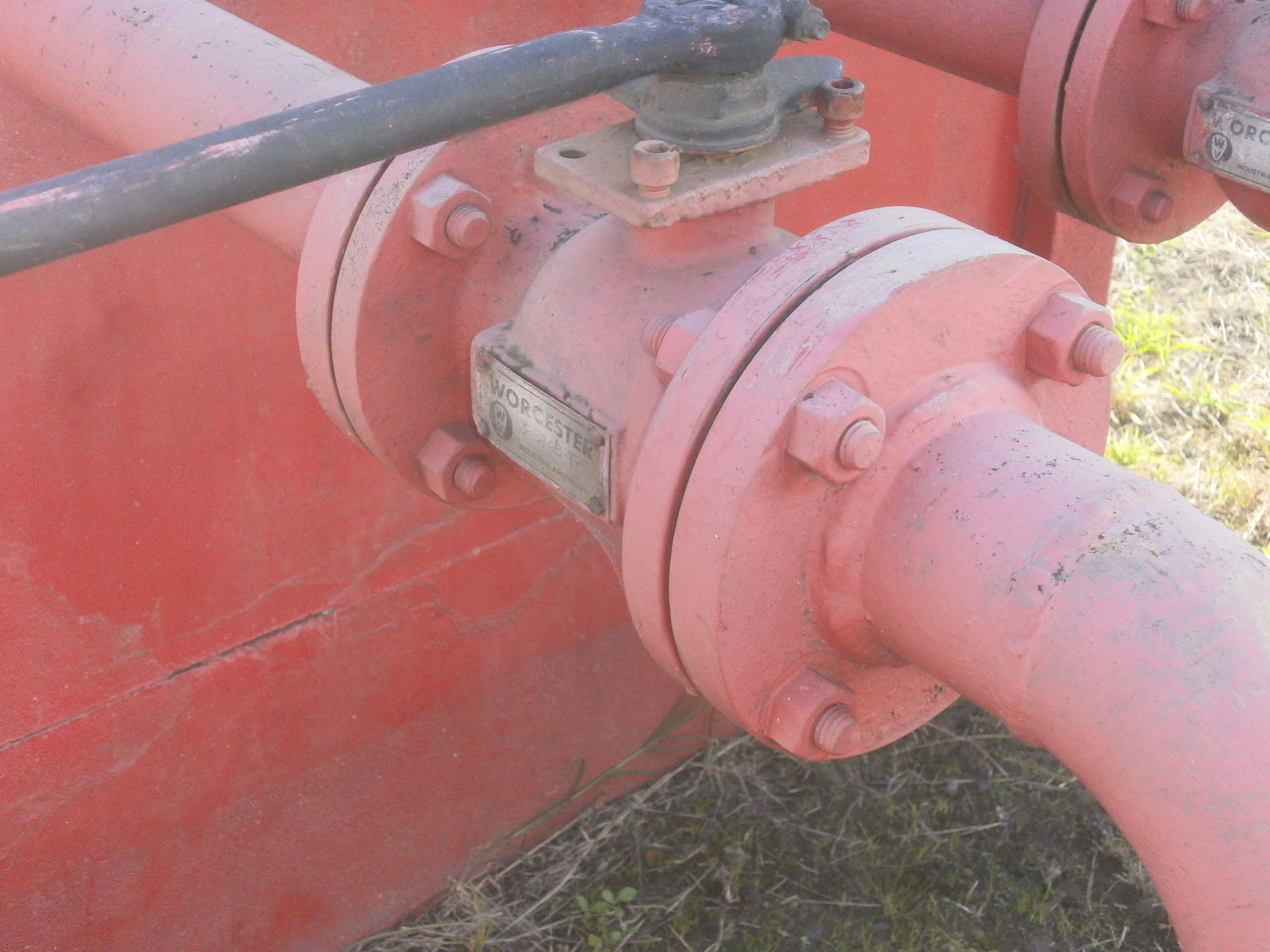
Brida Slip On 3" 150 montada en línea de red de incendio para unir una válvula esférica a la cañería

### Bridas deslizables (Slip On)
Las bridas deslizables también conocidas usualmente por su nombre en inglés Slip On Flange. Las mismas son preferidas por muchos usuarios frente a las bridas Welding Neck por su bajo costo inicial y facilidad de instalación. Existen en un amplio rango de diámetros y para bajas presiones. La unión entre la cañería y la brida se logra mediante una doble soldadura. El caño ingresa dentro de la brida y se suelda a filete el borde de la brida con el borde exterior del caño y también se suelda a filete el interior de la brida al extremo del caño. La resistencia calculada bajo presión es aproximadamente 2/3 de una brida Welding Neck.
A diferencia de la brida SW, está brida no posee un asiento para que apoye la cañería y por ello requiere una doble soldadura. Ambas soldaduras al ser de tipo filete no pueden ser inspeccionadas por radiografía pero si mediante el ensayo de Partículas Magnéticas y mediante el ensayo de Tintas Penetrantes. Las bridas Slip On requieren muy poco espacio longitudinal en la línea para ser montadas. En algunas disposiciones, debido al poco espacio el uso de una brida de tipo Slip On es la única opción. Además no requieren un corte exacto de las cañerías y presentan menor dificultad en el alineado de las cañerías. 
Aplicaciones típicas: Son utilizadas fluidos a baja presión y de bajo riesgo en caso de fugas. Es usual encontrarlas en líneas de agua de enfriamiento, líneas de agua en caso de incendio, líneas de aire comprimido a baja presión y líneas de proceso como vapor, petróleo, gases, condesados, etc., siempre que estén a baja presión. Se seleccionan para diámetros mayores iguales a 2 1/2".
Ventajas: Bajo costo inicial y facilidad en el montaje. Ocupan el mínimo espacio longitudinal para una brida. Existen en un amplio rango de diámetros.

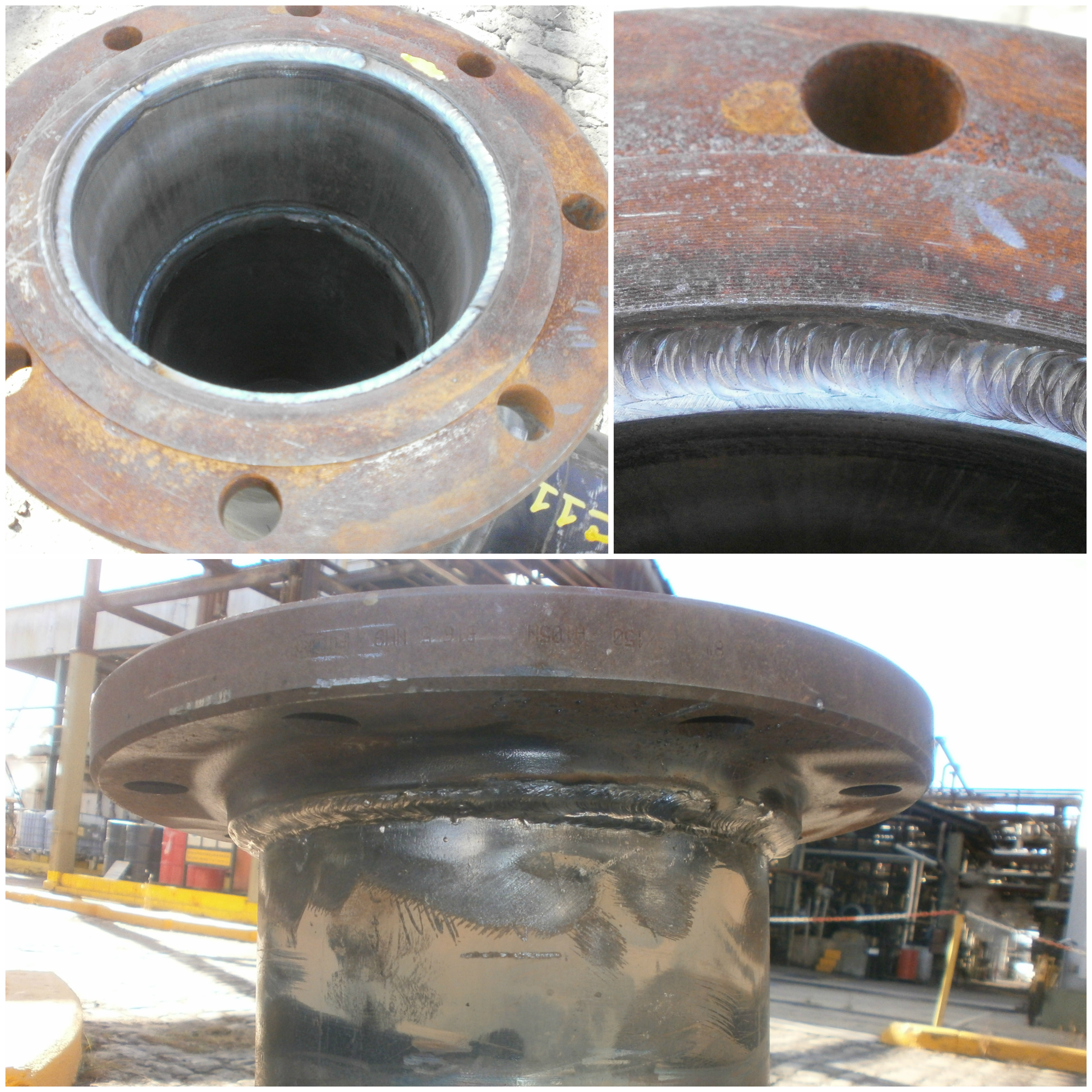
Brida Slip On 6" 150 soldada a cañería. En la foto se pueden ver las dos soldaduras que unen la brida a la cañería. La primera soldadura en la foto de abajo, es la soldadura entre el cuerpo de la brida y la superficie exterior de la cañería. La segunda soldadura es entre el interior de la brida y el extremo de la cañería y se ve en las dos fotos superiores. Atención: La soldadura que se ve en el interior de la cañería en las foto superior izquierda es de un accesorio montado en la cañería y no está involucrada con la brida.

Desventajas: No se recomiendan para altas presiones. No se recomiendan para fluidos peligrosos en caso de fugas dado que no pueden radiografiarse las costuras de la soldadura.

### Tipos de caras
Las caras de las bridas están fabricadas de forma estándar para mantener unas dimensiones concretas. Las caras de las bridas estándar más habituales son:
- Cara plana (FF - Flat Face)
- Cara con resalto (RF - Raised Face)
- Cara macho/hembra (MFF - Male/Female Face)
- Cara con lengüeta y acanalada (TGF - Tonge and Groove Face)
- Cara con anillo (RJF - Ring Joint Face)
- Cara con solapa (LJF - Lap Joint Face)

## BridasASME/ANSI(norma estadounidense)
Las bridas para tuberías según los estándar ASME/ANSI B16.5 o ASME/ANSI B16.47 normalmente están hechas a partir de forja con las caras mecanizadas. Se clasifican según su 'clase de presión' (una relación a partir de la cual se puede obtener una curva según la resistencia al efecto conjunto presión-temperatura). Las clases de presión ('pressure classes' o 'rating', en inglés) se expresan en libras por pulgada cuadrada (abreviado como psi —del inglés 'pounds per square inches'—, lb/in2 o, simplemente, el símbolo #).
Las clases de presión más usuales son: 150#, 300#, 600#, 900#, 1500# y 2500#, aunque ASME B16.47 reconoce la clase 75# la cual está pensada para presiones y temperaturas de trabajo de baja exigencia.
Cuanto mayor es la clase de presión de las bridas de una red de tuberías, mayor resistencia presentará dicha red al efecto conjunto de la presión y la temperatura. Así, por ejemplo, un sistema con clase 150# difícilmente soportaría unas condiciones de presión y temperatura de 30 bar y 150 °C, mientras que una clase 300# sería la ideal para esas condiciones. Cuanto mayor es la clase de tuberías de una brida, mayor es su precio, por lo que resultaría un gasto no justificado el empleo de unas bridas de 600# para este caso concreto.

## Otras normas
Existen también bridas bajo la Norma Europea DIN, que utilizan la denominación PN, así es como se les clasifica como PN6, PN10, PN16, PN25, PN40, PN100, PN250, PN400 BARS, a veces todavía se usan las letras “ND” del alemán “NENNDRUCK” en vez de PN (aunque estas rara vez se utilizan).
Otras normas son las ISO 14000.
Bridas DIN
•Brida lisa DIN 2573 y 2576
•Brida con cuello DIN 2630 hasta DIN 2638.
•Brida loca DIN 2641 Y 2642
•Brida ciega 2527

## Materiales
Los materiales usados normalmente son (según designación ASME):
- SA-A105[12]
- SA-A266[13]
- SA-A182[14]